# Faridkot
Faridkot là một thành phố và là nơi đặt hội đồng đô thị (municipal council) của quận Faridkot thuộc bang Punjab, Ấn Độ.

## Địa lý
Faridkot có vị trí 30°40′B 74°45′Đ / 30,67°B 74,75°Đ Nó có độ cao trung bình là 196 mét (643 feet).

## Nhân khẩu
Theo điều tra dân số năm 2001 của Ấn Độ, Faridkot có dân số 71.986 người. Phái nam chiếm 53% tổng số dân và phái nữ chiếm 47%. Faridkot có tỷ lệ 67% biết đọc biết viết, cao hơn tỷ lệ trung bình toàn quốc là 59,5%: tỷ lệ cho phái nam là 71%, và tỷ lệ cho phái nữ là 62%. Tại Faridkot, 13% dân số nhỏ hơn 6 tuổi.